# Daniel Redondo
Daniel Redondo est un dessinateur espagnol de bande dessinée, né le 1er janvier 1940 au Pays basque.

## Biographie
Il commence sa carrière à Barcelone, avant de revenir au Pays basque où il rencontre Gregorio Harriet (scénariste) avec lequel il imagine les personnages de Yann et Mirka (chez Alpen Publishers). Le duo commence ensuite une série d'aventures historiques : La Marque de la Sorcière (5 albums parus). Il forme par ailleurs un 2e duo avec le scénariste Christian Perrissin pour des aventures historiques et maritimes avec le personnage de Barbe-Rouge.

## Publications
- La marque de la sorcière
  - La marque de la sorcière (Dargaud, 1985) avec Muro au scénario
  - La louve (Dargaud, 1986) avec Gregorio Harriet au scénario
  - Le roi des coqs (Dargaud, 1988) avec Gregorio Harriet au scénario
  - L'Ange Déchu (Les Humanoïdes associés, 1990) avec Gregorio Harriet au scénario
  - L'inquisiteur (Soleil Productions, 1992) avec Gregorio Harriet au scénario

- Yan et Mirka (La Litote)
  - L'expédition perdue (1986) avec Gregorio Harriet au scénario

- La jeunesse de Barbe-Rouge (chez Dargaud avec Christian Perrissin au scénario et Yves Lencot à la couleur)
  - Les frères de la côte (1996)
  - La fosse aux lions (1997)
  - Le duel des capitaines (1998)
  - L'île du démon rouge (1999)
  - Les mutinés de Port-Royal (2001)

- Fripons (chez Les Humanoïdes associés)
  - Été fripon (2002) : Daniel Redondo est l'un des dessinateurs du 2e tome de cette série.